# كيرتا
كيرتا (بالإنجليزية: Kirta)‏ أو كيريت (بالإنجليزية: Keret)‏ هو ملك حوري أسطوري. يُعتقد أنه أسس سلالة مملكة ميتاني في بلاد الرافدين، ولكن لا توجد نقوش معاصرة من عصره معروفة. يُعتَقد أنه حكم حوالي عام 1540 قبل الميلاد حسب التسلسل الزمني الأوسط. كان من بين نسله ملوك ميتاني شوتارنا الأول وبارشاتاتار، الذي اشتهر بمشاركته في معركة مغيدو بين عامي 1479 و 1426 قبل الميلاد. وصفته النصوص الأدبية والطقوسية لأوغاريت في أواخر العصر البرونزي بأنه بطل محارب نشأ بين «ظلال الأرض» في تجمع ديدانو. يقترح أن هذه الإشارات تشير إلى النسب البدوي للملك حيث من المحتمل أنها أشارت إلى تقارب مع قبيلة الأموريين. تروي أسطورة كيريت المأخوذة من الألواح الطينية لأوغاريت قصة الانقراض الوشيك لمنزل كيريت الملكي، على الرغم من أنها كتبت في وقت لاحق من قبل دولة معادية لأحفاد الملك الميتاني. يتحدث نص الملحمة عن موت جميع أبنائه و «رحيل» زوجته. في الحلم ، يأمره الإله الخالق إيل بطلب المساعدة من إله المطر بعل، ثم يأمره بإطلاق رحلة استكشافية للعثور على زوجة جديدة. يسافر كيرتا ويصل في الطريق إلى ضريح الإلهة الأم عشيراه. ويعد الملك بتقديم تمثال ذهبي للإلهة إذا وجد زوجة. يجد كيرتا زوجة ويصبح أبا لعدة أطفال، لكنه ينسى وعده للإلهة عشيراه التي تعاقبه بمرض منهك. لكن الإلهة إيل يأتي للإنقاذ مرة أخرى. يسعد أبناؤه الآخرون بعودة الملك إلى العرش، لكن ابنه الأكبر ياسيب (بالإنجليزية: Yassib)‏ اكتسب شعبية بينما كان كيرتا مريضًا وحاول الابن الإستلاء على العرش. ينتهي نص الملحمة بلعن كيرتا لياسيب.
لربما سهل اختفاء المملكة البابلية صعود مملكة ميتاني تحت حكم كيرتا. كانت شاهدة طيبة لعالم الفلك المصري أمنمحات واحدة من أقدم المراجع التي ذكرت مملكته. يجادل بعض العلماء بأن النصوص التي تحتوي على كيرتا كانت روايات أدبية شائعة ووبمثابة نوع من النقد الأدبي المناهض للملكية.